# Gustav Keim
Pour les articles homonymes, voir Keim.
Gustav Keim, né à Mayence le 6 décembre 1876 et décédé à Darmstadt le 19 février 1955, est un général allemand qui fut le commandant de l'Oberfeldkommandantur 589 (Liège) entre 1939 et 1942.

## Source
- « Biographie de Gustav Keim », Archives fédérales d'Allemagne.